# Рябиновка (река, впадает в Ладожское озеро)
Рябиновка — река в России, протекает по территории
Путиловского сельского и Назиевского городского поселений Кировского района Ленинградской области. Длина реки — 12 км.

## Физико-географическая характеристика
Река течёт преимущественно в северном направлении.
В общей сложности имеет 25 малых притоков суммарной длиной 46 км.
В верхнем течении Рябиновка пересекает линию железной дороги Санкт-Петербург — Волховстрой в районе остановочного пункта Поляны. Далее протекает через деревню Поляны. В нижнем течении протекает через село Путилово, после чего пересекает трассу Р21 («Кола») и делее протекает через деревню Нижнюю Шальдиху.
Впадает на высоте 5,1 м над уровнем моря в Ладожское озеро.
Код объекта в государственном водном реестре — 01040300212102000025270.